# ماثيو كويك
ماثيو كويك (بالإنجليزية: Matthew Quick)‏ (23 أكتوبر 1973، كامدن في الولايات المتحدة)؛ كاتب وروائي أمريكي.

## روابط خارجية
- ماثيو كويك على موقع IMDb (الإنجليزية)
- ماثيو كويك على موقع قاعدة بيانات الفيلم (الإنجليزية)